# Darnell Johnson
Darnell Johnson, né le 3 novembre 1998 à Leicester, est un footballeur anglais qui évolue au poste de défenseur.

## Biographie

### En club
Le 31 janvier 2019, il est prêté pour six mois au Hibernian FC.
Le 28 septembre 2020, il est prêté à Wigan Athletic.
Le 2 août 2021, il rejoint Fleetwood Town.

### En sélection
Darnell Johnson participe au championnat d'Europe des moins de 19 ans en 2017 avec l'équipe d'Angleterre de cette catégorie. Il joue trois matchs lors de cette compétition que l'Angleterre remporte après sa victoire en finale face au Portugal (2-1).

## Palmarès

### En sélection
- Angleterre -19 ans
- Vainqueur du Championnat d'Europe en 2017.